# انجمن هسته‌ای ایران
انجمن هسته‌ای ایران یکی انجمن‌های علمی ایران در علوم پایه است که در راستای گسترش دانش هسته‌ای در ایران، ۲۵ آبان ۱۳۵۸ به شماره ۱۶۸۶ ثبت شد، و ۱۰ دی ۱۳۸۲ موفق به دریافت پروانه تأسیس شد. هم‌اکنون جواد کریمی‌ثابت رئیس هیئت مدیره این انجمن است.